# Região Econômica do Centro
A Região Econômica do Centro (russo: Центра́льный экономи́ческий райо́н, tr.: Centralny ekonomichesky rayon) é uma das doze Regiões Econômicas da Rússia.

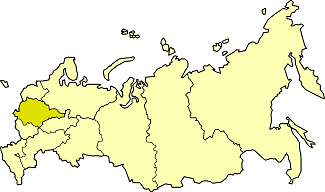
Região Econômica do Centro na Rússia

Ocupa uma área de 484.000km², com uma população de 30.500.000 habitantes (2002) e uma densidade de 63 hab/km². Cerca de 80% da população é urbana.
A Região está situada na parte central da Rússia européia. Um grande número de estradas de ferro e rodovias se cruzam neste território.
É uma região plana, com Moscou em seu centro, formando uma das mais importantes áreas industriais da Federação Russa. Além de Moscou, as outras principais cidades são Níjni Novgorod, Smolensk, Yaroslavl, Vladimir, Tula, Dzerzhinsk e Rybinsk. Os principais produtos industriais são caminhões, barcos, maquinaria e materiais para ferrovias, ferramentas, equipamentos eletrônicos, texteis de lã e algodão e produtos químicos. O Rio Volga e o Rio Oka são as maiores rotas fluviais e os canais Moscou-Volga e Volga-Don unem Moscou ao Mar Báltico e ao Mar Cáspio.

## Composição
1. Oblast de Briansk
2. Oblast de Iaroslavl
3. Oblast de Ivanovo
4. Oblast de Kaluga
5. Oblast de Kostroma
6. Cidade federal de Moscou
7. Oblast de Moscou
8. Oblast de Oriol
9. Oblast de Riazan
10. Oblast de Smolensk
11. Oblast de Tula
12. Oblast de Tver
13. Oblast de Vladimir

## Economia
A Região Econômica do Centro é especializada na produção de máquinas, na indústria química e na indústria têxtil. A agricultura da Região produz linho de fibras longas, batatas e vegetais. A pecuária leiteira também é significativa para a economia local.
A indústria de produção de máquinas está muito relacionada com a ciência (instrumentos, rádios e produtos elétricos e eletrotécnicos). Se concentram também aqui empresas de metalurgia que fabricam caldeiras, turbinas, geradores e motores elétricos.
As cidades de Briansk, Moscou e Serpujov são os centros da indústria automobilística russa. Em Kolomna, Lyudinovo e Murom se constroem trens e vagões. O principal estaleiro se encontra em Rybinsk. Se produz maquinas agrícolas e tratores em Bezhetsk, Liubertsi, Riazan, Tula e Vladimir.
A indústria química inclui a produção de plásticos sintéticos (Moscou, Novomoskovsk, Orejovo-Zuyevo, Vladimir), fibras químicas (Klin, Riazan, Tver), borracha e pneus (Moscou, Yaroslavl, Yefremov) e fertilizantes (Dorogobuzh, Novomoskovsk, Polpino, Shchyokino, Voskresensk).
A indústria têxtil é tradicional na região. A maioria da produção se concentra nos oblasts de Ivanovo, Kostroma e Moscou e se manufatura uma grande variaedade de tecidos.
Ainda que a Região tenha que importar a maioria das matérias primas, a metalurgia é bastante desenvolvida (Moscou, Oblast de Tula e na cidade de Elektrostal).
A energia elétrica é gerada em usinas alimentadas por combustíveis fósseis e centrais nucleares. O petróleo, o gás natural e o carvão majoritariamente são importados de outras regiões da Rússia (República de Komi, Região Econômica do Volga e Região Econômica do Oeste Siberiano).
Outras indústrias desenvolvidas são a produção de calçados, olarias (também porcelana), o vidro, o cimento e materiais de construção, assim como a indústria alimentícia e a madeireira.
O clima da Região é de zona temperada, que permite uma grande variedade de cultivos. Como o terreno é principalmente do tipo podzólico, o uso de fertilizantes é bastante comum para melhorar a produção.

## Recursos naturais
Os recursos naturais mais comuns da Região são a fosforita, o lignito (no Oblast de Moscou), os materiais de construção e a turfa (Oblasts de Moscou, Tver e Yaroslavl).